# Asciano
Asciano es una ciudad de la provincia de Siena en la región italiana de la Toscana. Está localizada en el centro del Crete Senesi entre el río Ombrone y el torrente Copra, sobre 30 km al sudeste de la ciudad de Siena. 

## Historia

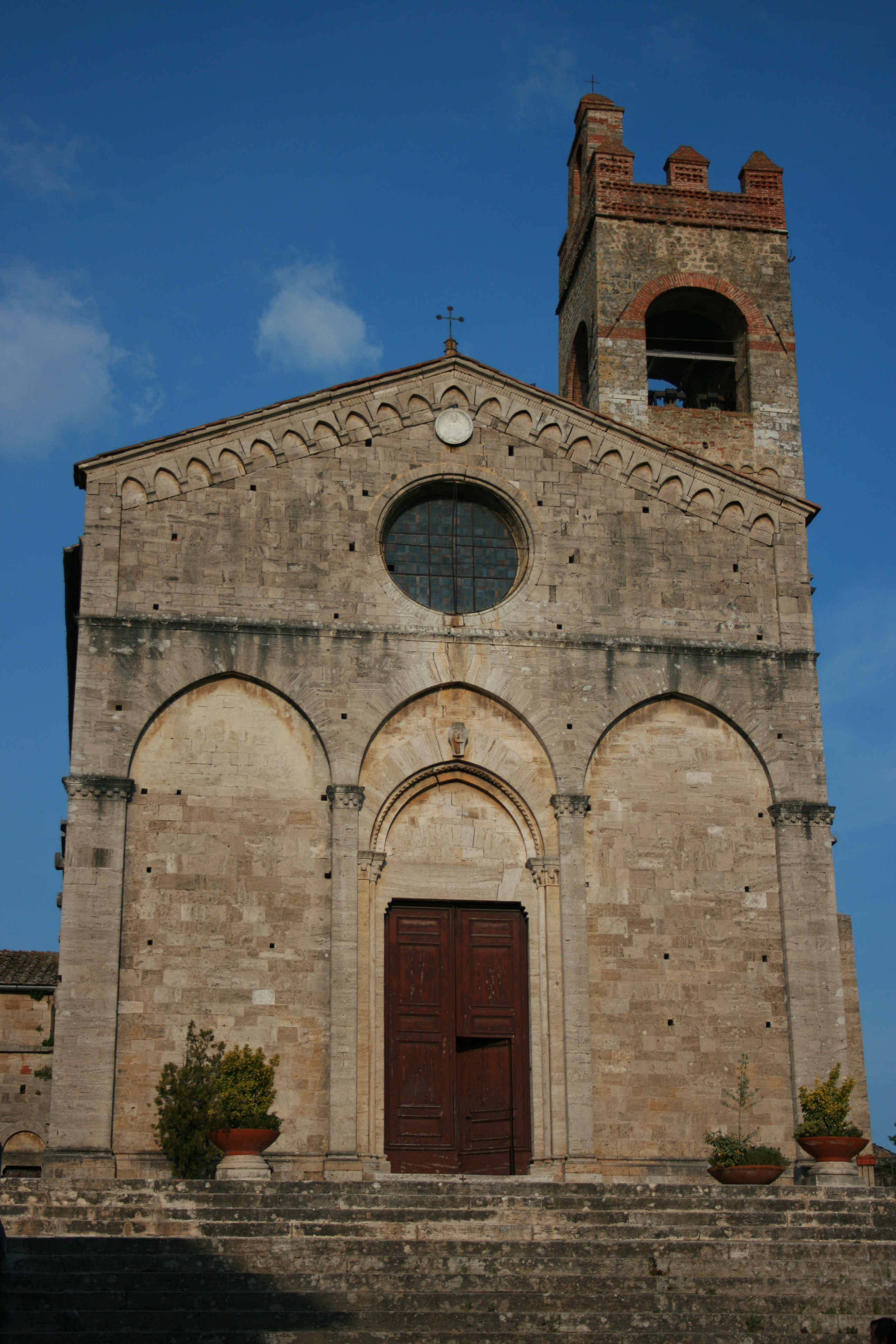
La iglesia de Águeda de Catania en Asciano.

Asciano es de origen etrusca, más tarde fue romana y luego lombarda. En 1898 se encontró durante unas excavaciones una necrópolis etrusca y restos de baños romanos, con mosaicos en el pavimento. Durante el período medieval su localización la convirtió en un lugar disputado entre Siena y Florencia: la batalla de Montaperti se produjo en sus alrededores el 4 de septiembre de 1260. La ciudad fue compra por los sieneses en 1285 y rodeada de muros en 1351. Tiene 14 iglesias centenarias con pinturas del ese período. 

## Principales vistas
En Asciano se encuentra la basílica de Santa Águeda, la cual fue construida de Travertino. La iglesia es adornada con elementos decorativos lombardos. El campanario es del siglo XIII.
Adjunta a la iglesia se encuentra el muse de arte sacra donde se pueden ver trabajos de pintores del estilo sienés del siglo XIV y XV. El museo arqueológico contiene lo encontrado en las excavaciones de las tumbar del cementerio de Poggio Pinci.
10 kilómetros al sur se encuentra el gran monasterio benedictino de Monte Oliveto Maggiore, casa madre de los Olivetanos fundada en 1320. El claustro es famoso por la serie de frescos ilustrando escenas de la leyenda de Benito de Nursia comenzanda por Luca Signorelli y completa por El Sodoma en 1505. La iglesia contiene fina marquetería en los asientos del coro por Fra Giovanni da Verona. El monasterio fue descrito por el Papa Pío II en su Commentaria.

## Evolución demográfica
| Gráfica de evolución demográfica de Asciano entre 1861 y 2009 |
|                                                               |
| Fuente ISTAT - elaboración gráfica de Wikipedia               |

## Ciudades vecinas
Buonconvento, Castelnuovo Berardenga, Monteroni d'Arbia, Rapolano Terme, San Giovanni d'Asso, Siena, Sinalunga, Trequanda.